# Anamoros
Anamoros è un comune del dipartimento di La Unión, in El Salvador.

## Storia
La parrocchia cattolica della città fu diretto dal futuro arcivescovo di San Salvador e martire salvadoregno Óscar Romero, ucciso da un cecchino mentre predicava messa, assassinato per le sue pubbliche ribellioni alla dittatura.